# TVS (телеканал)
TVS (пол. Telewizja Silesia, Telewizja Śląska) — перший польськомовний регіональний телевізійний канал з інформаційно-розважальним профілем. Канал TVS орієнтований переважно на жителів Сілезького воєводства, включаючи історичні землі Верхньої Сілезії та Малопольщі (включаючи Заглемб'є Домбровське та Заглемб'є Краківське). TV Silesia був створений як конкурент TVP Катовіце.
Регулярні трансляції розпочалися 29 березня 2008 року о 10:00.

## Історія

### 2006—2007 роки
Наприкінці 2006 року до Національної ради радіомовлення було подано заявку на присудження концесії на канал.

### 2008 рік
19 березня 2008 року регіональний канал TVS розпочав тестову трансляцію.
27 березня 2008 року було запущено вебсайт TVS. На сайті tvs.pl публікується інформація із Сілезького воєводства, а також фотографії та відеоматеріали, з'являються статті з різних сфер життя.
29 березня 2008 року після 10:00 глядачів TVS привітав Марек Чиж в компанії обласного ансамблю пісні й танцю «Сльонск». Аркадіуша Холду, президента телебачення TV Silesia вітали хлібом-сіллю. Протягом перших годин журналісти каналу спілкувались із запрошеними гостями, в тому числі з Артуром Ройкем, Камілем Дурчокком, Тадеушом Славеком та Кристина Бохенек.
14 квітня 2008 року о 21.00 в ефірі дебютував інформаційний журнал «Сілезька інформація».
5 травня 2008 року TV Silesia вирішило продовжити час мовлення та збільшити кількість новин та програм з актуальних питань.
5 липня 2008 року о 7.00 дебютувала «Радіо Сілезія на бачення», перша програма такого типу в Польщі.
З 4 грудня 2008 року станція доступна польській громаді в США та Канаді. Мовлення розпочалося цілодобово.
Під час Різдва 2008 року Сілезьке телебачення показало перші позиції у фільмів. 31 грудня 2008 року станція організувала першу новорічну вечірку в Катовиці.

### 2009 рік
Після Нового року було прийнято рішення регулярно транслювати фільми. У березні 2009 року було введено телетекст. 29 березня 2009 року TVS підготувала «День відкритих дверей TVS» із виступами зірок сілезької сцени.
У жовтні Марек Чиж стає новим програмним директором станції. Він замінює Славоміра Зеліньського, який покинув станцію на два місяці раніше. Наразі невідомо, хто замінить обличчя TVS в ефірі телебачення.

## Трансляція

### Профіль
Програма в основному інформує про події з регіону. Крім того, у нижній частині екрана виводиться інформаційна панель із важливою інформацією. На телеканалах можна також побачити програми, що пропагують Сілезію, її культуру, історію, музику та традиції. Йдеться про теми, що стосуються Сілезького регіону та провінції. Програма транслюється 24 години на добу. Введення в експлуатацію коштувало близько 20 мільйонів злотих.

### Логотип
Логотип TVS транслювався з 2 березня 2008 року: три горизонтально закруглені квадрати, перші два синіх з білими літерами «TV», третій червоний з літерою «S». До логотипа додаються субтитри: пряма трансляція, повтор або тестова трансляція. Логотип компанії має напис під ним: «Telewizja Silesia». Логотип каналу розташований у верхньому правому куті екрана.
| 2 березня 2008 р. — 12 липня 2008 р | три горизонтальних закруглених квадрата, перші два синіх з білими літерами «TV», третій червоний з літерою «S» |
| 13 липня 2008 р. — 7 грудня 2008 р  | до логотипу додано білі літери «HD»                                                                            |
| з 8 грудня 2008 року                | Букви «HD» вилучені                                                                                            |
| ?                                   | над квадратами додана декоративна зелена лінія                                                                 |

### Прийом сигналу
Станція доступна в деяких кабельних мережах регіону, вона має європейське покриття через безкоштовну кодовану супутникову передачу.
Канал доступний на всіх цифрових платформах, вибраних кабельних мережах та бездротовій супутниковій передачі FTA. Програма виробляється за технологією HDTV, але в форматі HD доступна лише в цифрових кабельних мережах. Для потреб супутникового мовлення та для аналогового кабельного телебачення сигнал перетворюється на стандартну роздільну здатність SD у співвідношенні 16: 9 анаморфно.

## Редакція
Головний офіс розташований у Катовиці на площі Грюнвальд. Команда TVS нараховує близько 110 осіб. Обличчя каналу — Марек Чиж, який донедавна працював на TVP3 Katowice.

## Розклад

### Власна продукція
Rock Star субота 14.00
| Назва                                  | Дні трансляції                | Години трансляції                        | Опис                                    |
| -------------------------------------- | ----------------------------- | ---------------------------------------- | --------------------------------------- |
| Інформаційні та публіцистичні програми |                               |                                          |                                         |
| Silesia Informacje                     | щоденно                       | 10:00, 16:00, 17:45, 18:45, 19:20, 21:30 | Інформація                              |
| Biznes Silesia                         | понеділок                     | 17:15, 23:30                             | Програма про економіку                  |
| S2 Śląsk                               | субота                        | 17:15                                    | Інформація про сілезьке воєвудство      |
| Prognoza pogody                        | щоденно                       | Po Silesia Informacje                    | Прогноз погоди                          |
| Sport                                  | щоденно                       | 18:10, 22:05, 23:20                      | Спортивна інформація                    |
| Mija dzień                             | понеділок — п'ятниця          | 18.15                                    | Публіцистична програма                  |
| Kawiarnia prasowa                      | неділя                        | 10:00                                    | Публіцистична програма                  |
| Reporter                               | п'ятниця                      | 2:45                                     | Репортаж                                |
| Kościół w metropolii                   | неділя                        | 11:30                                    | Трансляція Служби Божої                 |
| Bajkowa TVS                            |                               |                                          |                                         |
| Розважальні програми                   |                               |                                          |                                         |
| Kuchnia po śląsku                      | субота                        | 18:00                                    | Кулінарна програма                      |
| Radio Kobiet                           | четвер                        | 22:10                                    | Програма для жінок                      |
| Radio Silesia                          | щоденно                       | 7:00-10:00                               | Музика, Розмови, Перегляд преси, Погода |
| Karolinka TVS                          | середа                        | 16:15                                    | Програма про жінок регіону              |
| Музичні та інтерактивні програми       |                               |                                          |                                         |
| Lista Śląskich Szlagierów              | понеділок — субота            | 19:00                                    | Пропозиції для суботнього запису        |
| Liga Hitów Radia Zet                   | п'ятниця                      | 22:10                                    | Музика                                  |
| Koncert życzeń                         | понеділок — п'ятниця          | 16:50                                    | Музика                                  |
| Szafa                                  | неділя                        | 16:00                                    | Музика                                  |
| Vipo disco hity                        | неділя                        | 10:00, 22:10                             | Музика                                  |
| Muzyczny Relax                         | субота                        | 18:25                                    | Музика                                  |
| Kopalnia Wiedzy                        | понеділок, вівторок, п'ятниця | 15:30, 16:25                             | Інтерактивний телетурнір                |
| Męska gra                              | середа                        | 15:30, 16:25                             | Інтерактивний телетурнір                |
| Moto-test                              | четвер                        | 15:30, 16:25                             | Інтерактивний телетурнір                |
| Програми                               |                               |                                          |                                         |
| Podróż za jeden bilet                  | субота                        | 13:15                                    | Подорожньо-краєзнавча програма          |
| Na przełaj                             | п'ятниця                      | 15:00                                    | Туристична програма                     |
| Kuklok Kulturalny                      | неділя                        | 18:30                                    | Туристична програма                     |
| Sportowy styl                          | субота                        | 12:30                                    | Програма про екстремальний спорт        |
| Miau Hau                               | четвер                        | 17:15                                    | Програма про тварин                     |
| Na wagę zdrowia                        | вівторок                      | 17:15                                    | Програма про здоров'я                   |
| Tak Nieruchomości                      | середа                        | 17:15                                    | Програма про нерухомість                |
| Sekrety Natury                         | п'ятниця                      | 17:15                                    | Туристична програма                     |
| Gwarek                                 | п'ятниця                      | 11:20                                    | Силезьський говір                       |
| Ekofan                                 | субота                        | 14:30                                    | Екологічно-природнича програма          |

## Радіо Сілезія
TV Silesia транслює не тільки телебачення, але й дві станції радіо: Radio Silesia (nRadio 235) та Radio Silesia Club (nRadio 236). Обидві радіостанції доступні в nRadio та в Інтернеті. Вони транслюються 24 години на добу. Радіо Сілезія також виходила в ефір на телебаченні Сілезії з 23:45 до 7:00. Основний канал транслює популярну силезьку музику, бенкетні пісні та інше, але Radio Silesia Club, як стверджує сама назва, клубну музику. З суботи, 5 липня 2008 р. Радіо Сілезія доступне в Інтернеті з 7:00 до 10:00 та транслюється на TVS. Телеведучі: Патриція Томашчик, Ніна Ноцонь, Анна Пйонтек, Агнешка Вайс, Адам Гіза, Павел Зємба, Гжегож Стасяк і Міхал Стасік.

## Співпраця зTVN, Radio Zet та Biuro «Rutkowski»
Телеканал TVN й досі цікавить Сілезьким телебаченням TV Silesia. В графіку мовлення каналу з'явилась продукція телеканалу TVN. TVS транслює, серед інших, програми «Наука їзди», «Дефект», «Марафон посмішки», «Ціль». За словами Пресервіса, силезьке телебачення ділиться прибутками від рекламних роликів з TVN. Ймовірно, незабаром на станції з'являться чергові програми TVN.
Канал транслює щоп'ятниці «Лігу хітів Radio Zet». Програму, як і по радіо, веде Томаш Мяра, який представляє 15 телевізійних хітів, вибраних минулим тижнем слухачами Radio Zet на вебсайті www.radiozet.pl.
25 грудня на станції вийде 1 епізод детективної програми «Патруль Рутковського», що демонструє роботу детективного агентства Кшиштофа Рутковського. Програма реалізовується катовіцькою компанією Група Нонсенс, представники якої повідомили, що серія створена в якості Full HD, іноді із прихованими камерами.